# Missão de São Diego de Alcalá

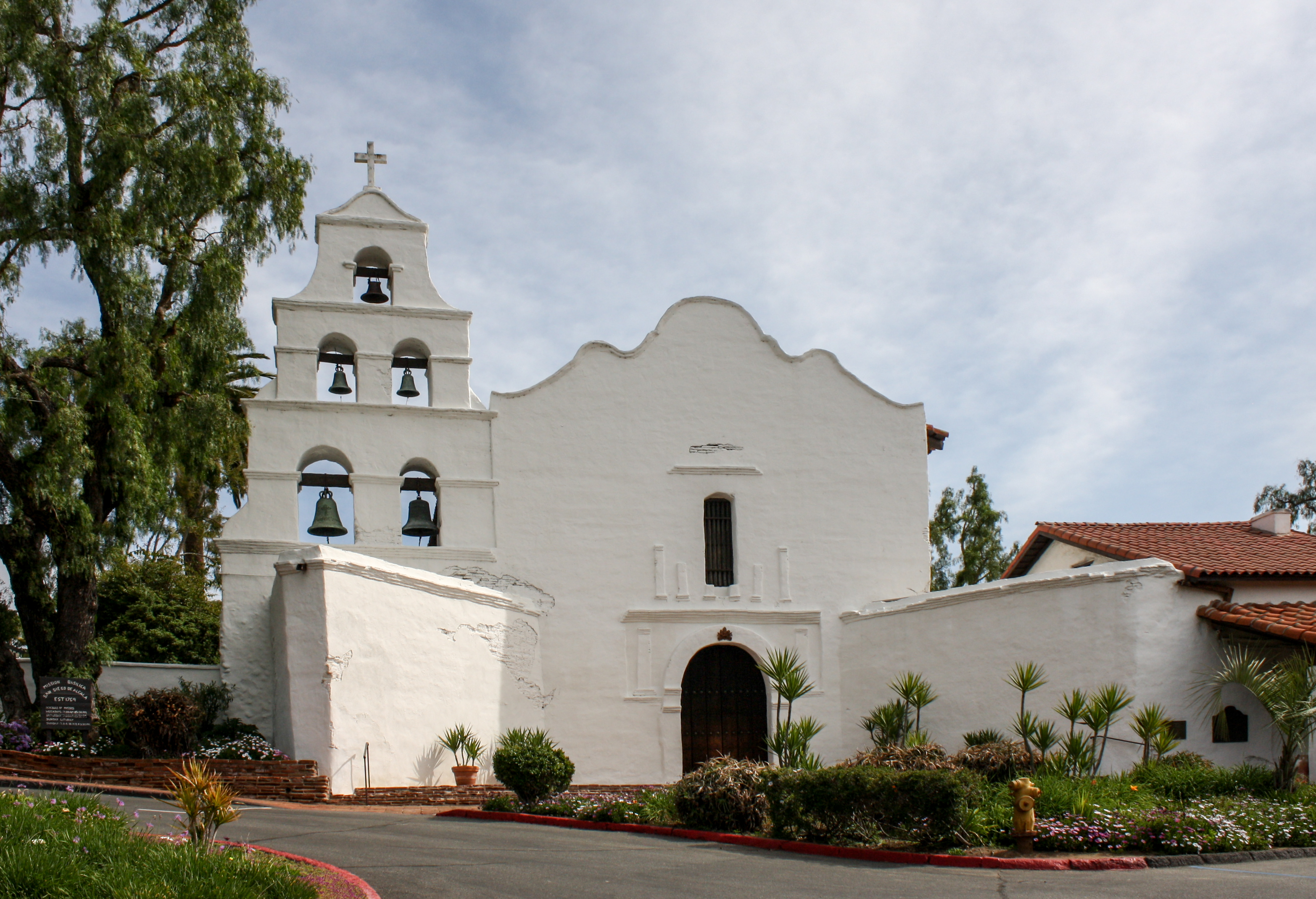
Missão San Diego de Alcalá

Missão San Diego de Alcalá (em castelhano:  Misión San Diego de Alcalá) foi a segunda missão franciscana fundada nas Califórnias (depois de San Fernando de Velicata), uma província da Nova Espanha. Localizada na atual San Diego, Califórnia, foi fundada em 16 de julho de 1769, pelo frade espanhol Junípero Serra em uma área há muito habitada pelo povo Kumeyaay. A missão e a área circundante receberam o nome do santo católico Didacus de Alcalá, um espanhol mais conhecido como San Diego. A missão foi o local do primeiro enterro cristão na Alta Califórnia. A missão original queimou em 1775 durante uma revolta dos nativos locais. San Diego também é geralmente considerado o local da primeira execução pública da região, em 1778. O padre Luís Jayme, o primeiro mártir cristão da Califórnia que estava entre os mortos durante o levante de 1775 contra a missão,  jaz sepultado sob a andar da capela-mor. A atual igreja, construída no início do século XIX, é a quinta a erguer-se neste local. O local da missão é um marco histórico nacional norte-americano.